# S/S Furst Menschikoff

S/S Furst Menschikoff var en finländsk skonarriggad hjulångare, som byggdes 1836 på Åbo Gamla Skeppswarf Åbo för Åbo Ångfartygsbolag. Det var bolagets andra beställda fartyg. Det första, S/S Storfursten, hade beställts under våren samma år från Fletcher & Faernell i London, men genom försenad maskinleverans i England blev Furst Menschikoff bolagets första ångfartyg.
Hon var det första havsgående ångfartyg som byggdes i Finland och namngavs efter Aleksander Mensjikov, som var den första generalguvernören över Storfurstendömet Finland. I fartyget fanns tre salonger: en för damer med tio platser och en för herrar med sexton platser samt en matsalong med bordsplats för tio gäster. Ombord fanns också 44 sängplatser i två hytter.
S/S Furst Menschinoff var 35 meter långt och byggt av furu med förstärkning av kopparplåtar. Hon hade en ångmaskin på 90 ihk från Motala Verkstad. Efter installationen av ångmaskinen i Norrköping anlände fartyget till Åbo via Stockholm den 20 oktober 1836 med 13 passagerare. Våren 1837 lämnade fartyget Åbo den 9 maj via Degerby och Furusund till Stockholm, dit det ankom den 13 maj efter en långsam resa i Ålands hav på grund av tung is och dålig sikt. 
Hon seglade senare en rutt mellan Sankt Petersburg, Tallinn, Helsingfors, Åbo och Stockholm, en rutt hon delade med S/S Storfursten.
År 1849 gick Åbo Ångfartygsbolag i konkurs, varefter fartyget såldes till E. Julin & Co och seglade för Åbo Nya Ångfartygsbolag fram till dess det skrotades 1850 och ersattes av en ny hjulångare med samma namn, som också byggts i Åbo.